# Пандион
Пандион (грч. Pandion, лат. Pandion) је атински краљ, син и наследник краља Ерихтонија.

## Митологија
У грчкој митологији, Пандион је био легендарни краљ Атине, син и наследник краља Ерихтонија и његове супруге, најаде Пракситеје. Оженио је своју тетку по мајци, Зеуксипу, и са њом је имао четворо деце: сина Егеја и Бута и кћерке Прокну и Филомелу.
Владавина краља Пандиона није била много значајна, па је познат по томе што је водио рат с Лабдаком, краљем Тебе, око граница, па је због помоћи које му је пружио краљ Тереј, венчао кћерку Прокну за Тереја.
Пандион је извршио самубиство после трагедије у коме је изгубио кћерке Прокну и Филомелу.